# 唐克镇
唐克镇，是中华人民共和国四川省阿坝藏族羌族自治州若尔盖县下辖的一个乡镇级行政单位。

## 行政区划
唐克镇下辖以下地区：
白河社区、索藏村、嘎尔玛村、汾甲村、洛华村、俄色村和藏哇村。